# 内村つぐみ
内村 つぐみ（うちむら つぐみ、2002年4月25日 - ）は、日本の子役。かつてセントラルグループに所属していた。

## 出演

### テレビドラマ

#### TBS
- ハンチョウ〜神南署安積班〜 第9話（2009年6月8日） - 根岸 ゆかり
- アザミ嬢のララバイ 第5話（2010年5月19日） - 川東彩乃(幼少期)

#### テレビ朝日
- 温泉若おかみの殺人推理21「会津若松〜復元された飾り重箱〜」（2009年10月24日）
- 法医学教室の事件ファイル34（2012年2月11日）
- 逆転報道の女1（2012年2月18日） - 森彩花
- 人類学者・岬久美子の殺人鑑定3「光る肋骨と緑色の頭蓋骨の謎！」（2013年3月2日） - 江成文香(幼少期)

･相葉マナブ

#### テレビ東京
- サギ師リリ子（2009年1月5日 - 4月3日） - 里村芽衣
- モリのアサガオ（2010年10月18日 - 12月20日） - 前園有歌 役

#### WOWOW
- 幻夜（2010年11月21日 - 2011年1月16日） - 曽我ハルカ

### 映画
- 座頭市 THE LAST（2010年5月29日公開、東宝）
- 脇役物語（2010年10月23日公開、東京テアトル） - 明美[1]

### CM
- 花王 キッチンハイター（2007年）
- セキスイハイム あったかハイム（2008年）

･フィットちゃんランドセル